# Sandborn (Indiana)
Sandborn es un pueblo ubicado en el condado de Knox en el estado estadounidense de Indiana. En el Censo de 2010 tenía una población de 415 habitantes y una densidad poblacional de 409,8 personas por km².

## Geografía
Sandborn se encuentra ubicado en las coordenadas 38°53′48″N 87°11′5″O / 38.89667, -87.18472. Según la Oficina del Censo de los Estados Unidos, Sandborn tiene una superficie total de 1.01 km², de la cual 1.01 km² corresponden a tierra firme y (0%) 0 km² es agua.

## Demografía
Según el censo de 2010, había 415 personas residiendo en Sandborn. La densidad de población era de 409,8 hab./km². De los 415 habitantes, Sandborn estaba compuesto por el 98.55% blancos, el 0.24% eran afroamericanos, el 0.96% eran amerindios, el 0% eran asiáticos, el 0% eran isleños del Pacífico, el 0.24% eran de otras razas y el 0% pertenecían a dos o más razas. Del total de la población el 0.72% eran hispanos o latinos de cualquier raza.